# 丹尼尔·科林斯
丹尼尔·科林斯（英語：Daniel Collins，1970年10月7日—），澳大利亚男子皮划艇运动员。他曾代表澳大利亚参加1992年、1996年、2000年和2004年夏季奥林匹克运动会皮划艇比赛，获得一枚银牌和一枚铜牌。